# 国鉄EF57形電気機関車

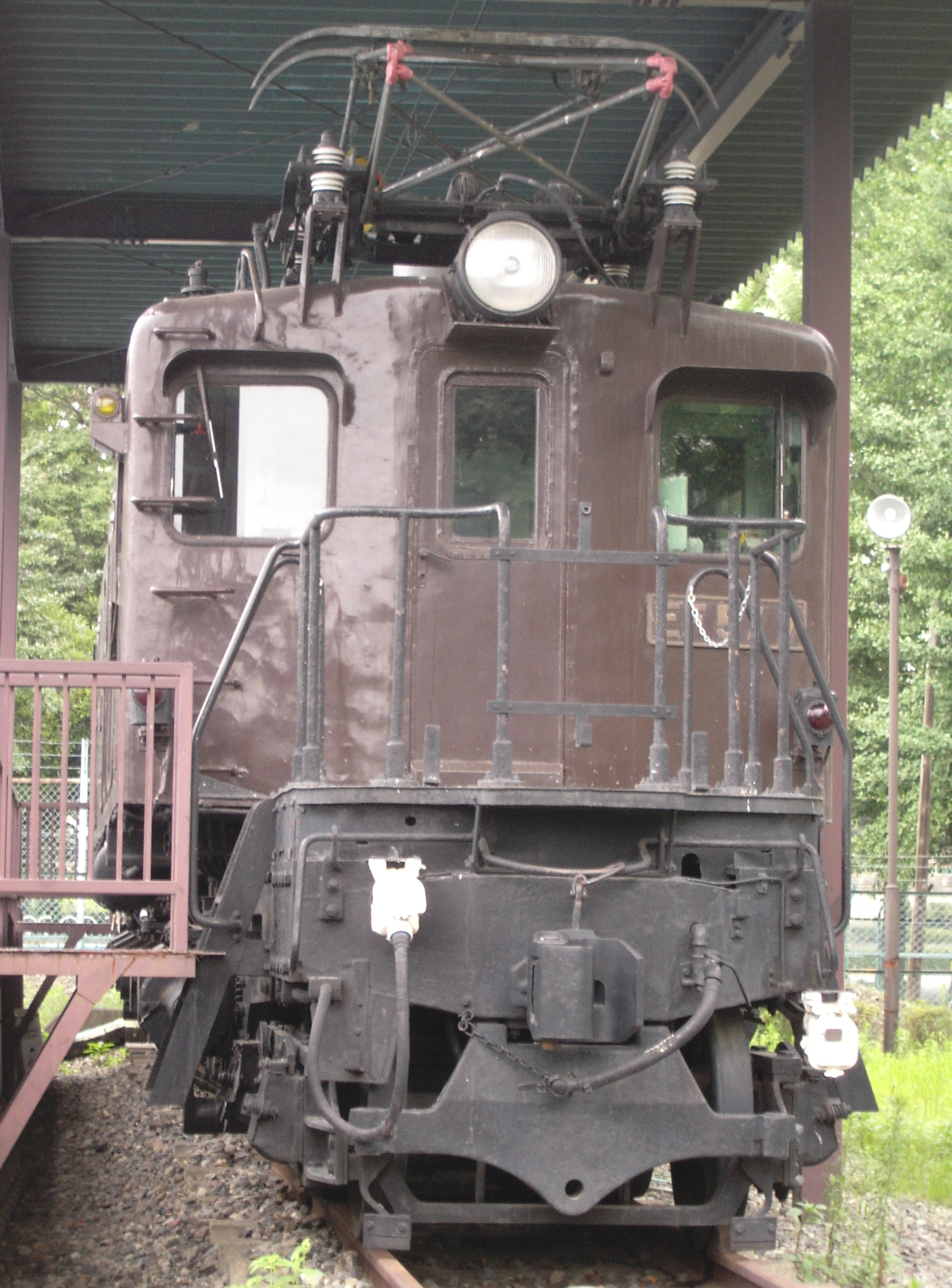
EF57 7 前面

EF57形電気機関車（EF57がたでんききかんしゃ）は、日本国有鉄道（国鉄）の前身である鉄道省が旅客列車牽引用に製造した直流用電気機関車である。

## 概要
鉄道省が太平洋戦争前に製造した最後の旅客用電気機関車であり、東海道本線における優等列車牽引用途を企図したものである。戦時体制下で開発・製造された機関車ではあったが、良質な材質・工作によって製造され、当時における優秀機として完成された。基本的な外観は、長大な2C+C2配置の台車枠上に箱形車体と両端のデッキを備える古典的形態である。
1940年（昭和15年）10月に登場した1号機は、既存の旅客列車用電気機関車EF56形の13号機として出場する予定であったが、新たに開発された出力275kWの強力主電動機「MT38」を搭載することになり、定格出力が1,350kWから1,650kWに強化されたことで新形式に改められた
。外観はEF56形後期形 (8 - 12) に準じ、側面の通風器が一組少ない4個であること、パンタグラフが中央に寄っていることで区別可能。また1号機のみEF56 11号機と同様に尾灯が車体組み込み式に改造されている。
EF56形は、日本で初めて客車の暖房用蒸気発生装置を車載した電気機関車であるが、本形式も基本仕様は踏襲し、煙管式のボイラーと水および重油タンクを車載している。これによって、暖房用ボイラーを搭載した暖房車を冬期に連結することを不要とした。
1941年（昭和16年）5月に2号機が登場。1943年（昭和18年）までに前述の1号機を含めて15両が日立製作所（1・7 - 11）、川崎車輛（2 - 6、12 - 15）で製造された。2号機以降は、屋上のパンタグラフ2基を車体両端一杯に寄せ、蒸気暖房装置の煙突に接触しないようにやや高い位置に設置して、可能な限り2基の間隔を離すように改め、さらに通風器を増設している。これは、抵抗器容量の変更から機器室内の通風能力を向上させる必要が生じたこと、パンタグラフ2基が接近していることによる架線押上げ力の増大への対策などが原因である。他にも車体の側面形状が変更されるなど、2号機以降の外見は1号機とは大きく異なったものとなっている。また、1949年（昭和24年）の東海道本線静岡地区の電化の際に、2号機以降はパンタグラフが移設された。これにより、パンタグラフが車体端から極端に突き出した武骨きわまりない形態となり、他にほとんど類例が無いことから、以後本形式の特徴として印象付けられるに至った。

## 運用

### 東海道本線
製造当初は全機が沼津機関区に配置され、戦前・戦中における最強力の旅客列車用機関車として、東海道本線の特急・急行列車を中心とした客車列車の牽引に使用された。ただし、蒸気暖房装置は不調な場合が多いことから暖房装置取り扱い専門の機関助士が乗務しただけではなく、運転中に暖房装置の状態を監視しやすくするため転車台で方向転換をして運用する必要があった。
なお、1942年に関門海底トンネルが開通した後、EF10形貨物用電気機関車が大里機関区→門司機関区に転属した一方、補充のEF12形の増備が遅々として進まず、貨物列車用機関車の数が逼迫していた一時期、ワキ1形・ワムフ1形高速有蓋貨車で編成された「ワキ列車」の牽引にあたっていたこともある。1～4号機は1944年（昭和19年）から1945年（昭和20年）まで国府津機関区へ転属し、貨物列車用機関車として使用された。
戦後、1946年（昭和21年）開発の旅客列車用後続形式であるEF58形は、当初蒸気暖房装置が搭載されなかったこともあって、EF57形は引き続き東海道本線の優等列車牽引機として、特急「つばめ」・「はと」の牽引も担当するなど、幅広く運用された。一方、 同年5月8日に国府津駅で別列車への追突事故を起こした12号機が、1948年（昭和23年）11月22日付で廃車となっている。なお、この事故で廃車された12号機は、省型電気機関車では2両しかない事故廃車車両のうちの1両である（もう1両は1967年に新宿駅で米軍燃料輸送列車事故を起こし廃車となったEF10形40号機）。
1949年（昭和24年）には東海道本線が浜松まで電化されたが、同区間には蒸気機関車牽引当時の跨線橋やトンネルが多く残っており、2号機以降についてはパンタグラフ高さを抑制する必要が生じたため、パンタグラフを前方に450mm移動させて屋上車端部からアウトリガを張り出し、ここにオーバーハングしてパンタグラフを設置する形態に改められた。これにより、パンタグラフ取付け高さが100mm低められた。また、1951年（昭和26年）6月には1～9号機が浜松機関区へと転属した。
しかし、1952年（昭和27年）以降EF58形が大改良を受けて1,900kW級・自動式暖房ボイラー搭載の流線型機関車となり、大量増備されるようになると、出力の劣るEF57形は優等列車の牽引機の座をEF58形に譲り、普通列車や急行貨物列車(急行小口扱)の牽引が主な運用となった。1953年（昭和28年）7月には再び全機が沼津機関区の所属となった。
さらに、1956年（昭和31年）の東海道本線全線電化を控えて、本形式は車軸がコロ軸受ではないことから長距離運用が困難であると懸念されていた。またかねてから、長編成の列車が多い東海道本線では暖房ボイラーの能力不足が指摘されていたこともあり、高崎・上越線で使用されていた蒸気暖房装置付きのEF58形 と交換する形で同年中に高崎第二機関区および長岡第二機関区に転じた。

### 高崎線・上越線
上越線方面への転出にあたっては正面運転台窓の上にツララ切りを取り付け、またスノープラウ取り付け座を追加、汽笛カバーの取り付けなどの耐雪化工事を行い、上野 - 長岡間の客車列車牽引運用に充てられた。東海道本線所属時の暖房能力不足は、連結両数の短さもあって問題とはならなかったが、蒸気暖房装置の自動式への改造は不調に終わり、冬季には、東海道本線当時と同様に、暖房装置取り扱い専門の機関助士が乗務していた。
その後5年ほど上越線で使用されていたが、上越国境の峠越えで出力的に厳しい運用が強いられていたこともあって、新潟までの電化工事が開始されるのを機に宇都宮機関区所属のEF58形に置き換えることになり、1960年（昭和35年）9月から1961年（昭和36年）4月にかけて14両全車が宇都宮機関区に転属した。。

### 東北本線
宇都宮機関区に転属後の本形式は、蒸気暖房装置の自動運転化改造工事を受け、EF56形とともに上野 - 黒磯間の東北本線や日光線の旅客列車の牽引に従事することになった。しかし、東北本線系統の客車列車については、黒磯以北が交流電化されたこともあって早くから電気暖房装置取り付けが進んでおり、必ずしも蒸気暖房の使用にこだわる必要はなかった。そこでEF57形については電気暖房化が行われることとなり、1965年（昭和40年）11月の1号機への工事を皮切りに順次改造を実施し、1967年（昭和42年）3月の3号機の工事完了によって全機改造が終了した。工事は、暖房用ボイラーと燃料・水タンクを撤去し、代わりに電気暖房用交流電源を供給するための電動発電機を装備するとともに、運転席側面に電気暖房表示灯が取り付けられ、車端部の連結器両脇に客車への暖房電源供給用電気配線（ジャンパ連結器）が増設されたほか、不要となる屋上の煙突を撤去、通風器の増設が行われた。この工事の結果、それまで共通運用されていたEF56形とは運用が分離され、EF56形は引き続き蒸気暖房を使用する荷物列車中心の限定運用とされた。また、主電動機の軸受にボールベアリングを取り付ける改造も行われている。
しかし、宇都宮機関区に転属した頃から本形式には運転中の異常振動問題が発生し、原因調査を行ったが原因は特定されず、主台車へのオイルダンパー取り付け等の対策が講じられたが抜本的な改善には至らなかったため、運転側から嫌われるようになった。さらに宇都宮所配置のEF58形の運用に余裕が出てきたこともあって、EF57形の運用にEF58形が充当される場合が増え、余剰となった本形式の中には、休車となって長期間使用されなくなる車両も出始めた。
1975年（昭和50年）の山陽新幹線博多開業によって広島機関区・下関運転所で余剰となったEF58形が宇都宮運転所に転入すると、EF56形の全機廃車とともにEF57形も状態不良車から廃車が始まり、1976年（昭和51年）10月のダイヤ改正後は残存機が20系客車に置き換えられた夜行急行「新星」や  14系座席車 による「あけぼの51号」を牽引することもあったが、1977年（昭和52年）正月の臨時列車牽引を最後にほぼ運用を終え、1978年（昭和53年）9月までに全機が廃車された。

## 保存機
7号機が唯一、栃木県宇都宮市元今泉の宇都宮駅東公園で静態保存されている。また、1号機の動輪とナンバープレートが宇都宮運転所に保存されている。
それ以外は廃車後、全て解体された。